# Axel Williams
Axel Williams, né le 12 mars 1983 à Pirae, est un footballeur international tahitien, évoluant au poste d'attaquant.

## Carrière
Joueur de l'AS Pirae et de l'AS Tefana, Axel Williams est international tahitien à douze reprises entre 2007 et 2012. Il dispute les éliminatoires de la Coupe du monde 2010, inscrivant un but contre les Tuvalu puis ceux de 2014.
Cela lui permet de figurer dans la pré-liste des joueurs en vue de la Coupe des Confédérations 2013 mais il n'est pas retenu finalement avec les Toa Aito. 
En parallèle, il a atteint la finale de la Ligue des Champions de l'OFC 2012, inscrivant un but mais il est battu par le club néo-zélandais de Auckland City FC.
| Buts internationaux de Axel Williams | Buts internationaux de Axel Williams | Buts internationaux de Axel Williams | Buts internationaux de Axel Williams | Buts internationaux de Axel Williams | Buts internationaux de Axel Williams | Buts internationaux de Axel Williams | Buts internationaux de Axel Williams               |
| 0                                    | Date                                 | Sélection                            | Lieu                                 | Adversaire                           | Score                                | Résultats                            | Compétitions                                       |
| ------------------------------------ | ------------------------------------ | ------------------------------------ | ------------------------------------ | ------------------------------------ | ------------------------------------ | ------------------------------------ | -------------------------------------------------- |
| 1                                    | 29 août 2007                         | 2                                    | National Soccer Stadium, Apia, Samoa | Tuvalu                               | 2-0                                  | 2-0                                  | Éliminatoires de la Coupe du monde 2010 (1er tour) |
| 2                                    | 29 septembre 2010                    | 7                                    | Stade Langrenay, Longjumeau, France  | Nouvelle-Calédonie                   | 1-1                                  | 1-1                                  | Coupe de l'Outre-Mer 2010 (1er tour)               |